# Otto Rohlederer
Otto Rohlederer (* 8. November 1908 in Nürnberg; † 17. Februar 1971 in Kiel) war ein deutscher Orthopäde und Hochschullehrer.

## Leben
Rohlederer studierte an der Universität Rostock und der Ludwig-Maximilians-Universität München Medizin. 1927 wurde er im Corps Makaria München aktiv. Seit 1933 in der Sturmabteilung, wurde er Sturmbannarzt. 1934 ging er als Assistenzarzt zu Lothar Kreuz, dem er 1935 an die Orthopädische Klinik der Albertus-Universität Königsberg und 1937 an die Charité folgte. 1938 wurde er in München zum Dr. med. promoviert. Als Arzt der Hitlerjugend erhielt er 1939 eine Förderung der Deutschen Forschungsgemeinschaft für seine Erbbiologischen Untersuchungen an mißgebildeten Früchten zur Klärung der Deformationsgenese. 1941  habilitierte er sich. Als Privatdozent blieb er noch drei Jahre bei Kreuz am Oskar-Helene-Heim. 1944 übernahm er die Leitung der Orthopädischen Abteilung der Chirurgischen Klinik der  Schlesischen Friedrich-Wilhelms-Universität. Aus der Festung Breslau evakuiert, kam er 1945 nach  Teplitz, wo er ein Ausweichkrankenhaus der Stadt Berlin leitete. Er hielt noch 1946 Vorlesungen an der Charité und blieb bis 1948 in Berlin. Zur Zeit der Berlin-Blockade brachten ihn die US-amerikanischen Behörden nach Eßlingen am Neckar. Die Kassenärztliche Vereinigung verwehrte ihm die Zulassung. 1951 wurde er in Stuttgart-Zuffenhausen als Facharzt für Orthopädie und Durchgangsarzt der Berufsgenossenschaften zugelassen. An der Klinik für Sportverletzte konnte er in kleinerem Umfang operieren. 1955 folgte er dem  Ruf der Christian-Albrechts-Universität zu Kiel auf ein planmäßiges Extraordinariat für Orthopädie (als Nachfolger von Oskar Hepp). Mit Eröffnung des Neubaus am 15. Februar 1962 wurde er Lehrstuhlinhaber und  Direktor der Klinik. 1967/68 war er Dekan der Medizinischen Fakultät. 1970 leitete er in Kiel den Jahreskongress der  Deutschen Gesellschaft für Orthopädie und Traumatologie.

## Ehrungen
- Ehrenmitglied der Vereinigung der Orthopäden Österreichs[1]
- Präsident der Deutschen Gesellschaft für Orthopädie und Traumatologie (1970)[1]